# Буркач
Буркач, Довжка — височинна річка в Україні, у Калуському районі Івано-Франківської області у Галичині. Ліва притока Сівки, (басейн Дністра).

## Опис
Довжина річки приблизно 10,05 км, найкоротша відстань між витоком і гирлом — 7,27  км, коефіцієнт звивистості річки — 1,38.

## Розташування
Бере початок на південно-західній стороні від безіменної гори (343,6 м). Спочатку тече на південний схід через Діброву та Довжка, а далі тече переважно на північний схід і біля села Сівка-Войнилівська впадає у річку Сівку, праву притоку Дністра.
У деяких джерелах зазначена як притока річки Болохівка, лівої притоки Сівки.

## Цікаві факти
- Історична назва річки — Довжка (пол. Dołżka[5])
- У XIX столітті на річці біля села Сівка-Войнилівська існував 1 водяний млин[5].